# شون تشابل
شون تشابل (بالإنجليزية: Shaun Chapple)‏ هو لاعب كرة قدم بريطاني في مركز الوسط، ولد في 14 فبراير 1973 في سوانزي في المملكة المتحدة. لعب مع فوريست غرين.